# 林小樓
林小樓（1967年10月17日—），臺灣女演員。出身於台北，具客家血統。幼年與家人一同住在南機場國宅，小學一、二年級時曾就讀忠義國小，後來轉至陸光戲劇實驗學校。
12歲首次拍攝電影《鄉野人》，因在該片角色飾演而獲得第17屆金馬獎最佳劇情片童星。早期以女性武打演員形象聞名於臺灣，更以《新桃太郎》電影走紅，在當時以反串形象深植人心，現以演出台語電視劇為主。

## 電影
| 年份   | 片名                       | 飾演               | 備註                           |
| 1980年 | 《鄉野人》                 | 小栓子             |                                |
| 1982年 | 《人肉戰車》               | 黃炎亮             |                                |
| 1986年 | 《靈幻童子》               | 小君               | 香港1986年上映，台灣1988年上映 |
| 1987年 | 《勇闖江湖》               | 林小龙             | 台譯：馬路小英雄               |
| 1987年 | 《新桃太郎》               | 桃太郎             | 港譯：捉鬼雜牌軍               |
| 1988年 | 《孩子王》                 | 恬恬（青少年時期） |                                |
| 1988年 | 《新桃太郎大顯神威》       | 桃太郎             | 港譯：驅魔童／中譯：孔雀童子   |
| 1988年 | 《鳳凰王子》               | 小飛龍             | 港譯：／中譯：神魔大戰         |
| 1989年 | 《魔界怪譚》               | 苦娃兒             |                                |
| 1989年 | 《愛拼才會贏》             | 女學生             |                                |
| 1989年 | 《霹靂警花》               | 林阿妹             |                                |
| 1989年 | 《鳳凰王子》               | 小飛龍             |                                |
| 1989年 | 《女學生與流氓鬼》         | 葉小雯             | 又名：幽靈再現                 |
| 1989年 | 《流氓差婆》               | 鄭麗琛             | 臺譯：來自江湖                 |
| 1990年 | 《魔幻紫水晶》             | 方小珠             |                                |
| 1990年 | 《遊俠兒 (1990年電影)》    | 小樓               |                                |
| 1990年 | 《鬼屋小精靈》             | 李中敏             |                                |
| 1990年 | 《冰封奇俠》               | 慧光               |                                |
| 1990年 | 《好小子8-笑傲城市》       | 秋本恭子           | 又名：鱷魚和尚笑傲城市         |
| 1990年 | 《新十二生肖》             | 龍肖               |                                |
| 1990年 | 《雌雄至尊》               |                    |                                |
| 1991年 | 《大頭兵上戰場雜牌軍》     | 張燕燕             |                                |
| 1991年 | 《至尊殺手》               | 小晴               |                                |
| 1992年 | 《逃學歪傳》               | 鐘慕蓮             | 港譯：逃學外傳                 |
| 1994年 | 《笑林小子 II 之新烏龍院》 | 小文女朋友的姊姊   |                                |
| 1996年 | 《泡妞專家》               | 美美               | 港譯：重慶愛情感覺             |
| 1996年 | 《人皮高跟鞋》             | 佩如               |                                |
| 1997年 | 《忍者兵》                 | 二次老師           |                                |
| 2003年 | 《猴死囝仔》               |                    |                                |
| 2004年 | 《猴死囝仔2：那年暑假》    | 猴母               |                                |
| 2005年 | 《殭屍寶貝》               | 孫二娘             | 緯來電影台自製電影             |
| 2016年 | 《大尾鱸鰻2》              | 鄉長太太           |                                |

### 微電影
| 年份   | 片名     | 飾演 | 備註               |
| 2011年 | 《鐵馬》 | 媽媽 | 世新廣電第17屆畢製 |

## 電視劇
| 年份   | 電視台     | 劇名                                               | 飾演                   | 備註                       |
| ------ | ---------- | -------------------------------------------------- | ---------------------- | -------------------------- |
| 未知   | 台視       | 《因果禪》                                         | 丁令光                 |                            |
| 未知   | 台視       | 《福德正神土地公》單元：半路認父                   | 李月娘                 |                            |
| 1999年 | 民視       | 《台灣奇案》陰間來的電話                           | 張明華                 |                            |
| 1999年 | 民視       | 《台灣奇案》三峽插角冤                             | 李明明                 |                            |
| 1999年 | 民視       | 《台灣奇案》紅毛港的鬼新娘                         | 徐雅文                 |                            |
| 1999年 | 民視       | 《台灣奇案》台中南屯金環古井                       | 顧安妮、童蓮心         |                            |
| 1999年 | 民視       | 《台灣奇案》屏東施門環                             | 邱幼春                 |                            |
| 2000年 | 民視       | 《台灣奇案》虎尾桃花枕                             | 朱玉華                 |                            |
| 2000年 | 民視       | 《台灣奇案》大寮紅龜粿                             | 林美芳                 |                            |
| 2000年 | 民視       | 《台灣奇案》諸羅山灣內立筊                         | 尤麗珠                 |                            |
| 2000年 | 民視       | 《台灣奇案》溪洲媽祖的眼淚                         | 李秀琴                 |                            |
| 2000年 | 民視       | 《台灣奇案》六甲王寶釧                             | 王寶釧                 |                            |
| 2001年 | 民視       | 《台灣奇案》心想事成                               |                        |                            |
| 2001年 | 民視       | 《台灣奇案》伸港塗葛崛三擊掌、伸港塗葛崛三媽移溪   | 黑面三媽、玉尺、蔡雲卿 |                            |
| 2001年 | 民視       | 《台灣奇案》鹿港陳陶告林品                         | 黃阿錦                 |                            |
| 2002年 | 民視       | 《台灣奇案》永安竹仔港溝賣命錢、永安竹仔港溝天文陣 | 陳彩雲                 |                            |
| 2002年 | 民視       | 《台灣奇案》三星順天聖母渡純真、三星來回黃泉路     | 林純純、林真真         |                            |
| 1983年 | 華視       | 《蕭十一郎》                                       | 小公子                 |                            |
| 1986年 | 中視       | 《武林外史》                                       | 朱八                   |                            |
| 1987年 | 華視       | 《神仙一把抓》                                     | 小六子                 |                            |
| 1992年 | 華視       | 《劉伯溫傳奇》單元：明教風雲                       | 茅英                   |                            |
| 1993年 | 台視       | 《天下第一棒》                                     | 桂香                   |                            |
| 1993年 | 台視       | 《中國民間故事》單元：石頭人傳奇                   |                        |                            |
| 1994年 | 華視       | 《劉伯溫傳奇》單元：狂花飄夢                       | 玉如夢                 |                            |
| 1994年 | 華視       | 《劉伯溫傳奇》單元：柳木靈童                       | 林玉堂                 |                            |
| 1996年 | 中視       | 《靈山俠侶》                                       | 賈六                   |                            |
| 1996年 | 中視       | 《大巡按蕃薯官》第三十七單元：叫我第一名           | 小青                   |                            |
| 1997年 | 台視       | 《中國怪談》~甘羅傳奇                              | 甘羅                   |                            |
| 1998年 | 台視       | 《布袋和尚》單元：千里尋母                         | 曉曉（盧淑女）         |                            |
| 1998年 | 台視       | 《征服情海》                                       |                        |                            |
| 1998年 | 台視       | 《虎爺傳奇》                                       | 神虎、陳梅君           |                            |
| 1998年 | 台視       | 《厝邊隔壁隴有情》                                 |                        | 18時半台語劇               |
| 1999年 | 台視       | 《雍正大帝》                                       | 十七公主虞娘           | 陸譯：雍正、小蝶、年羹堯   |
| 1999年 | 三立都會台 | 《刀歌之短刀行》                                   | 水仙                   |                            |
| 1999年 | 華視       | 《圖騰印–星座觀點》                                |                        |                            |
| 2000年 | 台視       | 《誰人的子》                                       | 瓊蘭                   | 18時半台語劇               |
| 2000年 | 台視       | 《城隍爺陰陽判》                                   | 天女                   |                            |
| 2000年 | 華視       | 《媽祖》單元：靈龜情                               | 玉旨                   | 第4~7集                    |
| 2000年 | 華視       | 《媽祖》單元：孝子淚                               | 玉旨                   | 第1~7集                    |
| 2000年 | 華視       | 《媽祖》單元：師公恩                               | 玉旨                   | 第1集                      |
| 2000年 | 台視       | 《包公奇案》單元：雙城記                           | 韓紫雲                 |                            |
| 2000年 | 三立台灣台 | 《九龍傳說》                                       | 鳳仙                   |                            |
| 2001年 | 台視       | 《旗津的聖誕節》                                   |                        | 分別於12月17、24日播映二集 |
| 2002年 | 三立台灣台 | 《戲說台灣》單元劇《許願關刀》                     | 秋萍                   |                            |
| 2003年 | 大愛       | 《夜明珠》                                         | 葉明珠                 |                            |
| 2003年 | 大愛       | 《美麗的歌》                                       | 洪金好                 |                            |
| 2003年 | 三立台灣台 | 《戲說台灣》單元劇《犁頭店穿山甲穴》               | 穿山甲精               |                            |
| 2003年 | 三立台灣台 | 《戲說台灣》單元劇《寡婦鐘》                       | 楊碧鳳（燕秋）         |                            |
| 2003年 | 三立台灣台 | 《戲說台灣》單元劇《桃花女鬥周公》                 | 金花                   |                            |
| 2003年 | 民視       | 《新玫瑰瞳鈴眼》單元：十大惡女系列（一）寡婦進行曲 | 邱玉蓉                 |                            |
| 2003年 | 中視       | 《文英ㄟ厝邊》                                     | 張淑芬                 | 午間劇場                   |
| 2004年 | 三立台灣台 | 《戲說台灣》《芝山岩金鴨母》                       | 青容                   |                            |
| 2004年 | 三立台灣台 | 《戲說台灣》《蛇女窩鏡窗》                         | 金花                   |                            |
| 2004年 | 三立台灣台 | 《戲說台灣》《摃尻川王爺》                         | 林玉蓮                 |                            |
| 2004年 | 三立台灣台 | 《戲說台灣》《鹿港送肉粽》                         | 阿桃                   |                            |
| 2004年 | 民視       | 《新玫瑰瞳鈴眼》單元：少奶奶慾望日記               | 廖玉嬌                 |                            |
| 2004年 | 大愛       | 《讓愛傳出去》                                     |                        |                            |
| 2004年 | 三立台灣台 | 《戲說台灣》《雞母穴》                             | 玉英                   |                            |
| 2004年 | 三立台灣台 | 《戲說台灣》《竹山照鏡台》                         | 秀蓮                   |                            |
| 2004年 | 大愛       | 《金海清空》                                       |                        |                            |
| 2004年 | 三立台灣台 | 《戲說台灣》《鹿港送肉粽》                         | 阿桃                   |                            |
| 2005年 | 三立台灣台 | 《戲說台灣》《火燒島觀音淚》                       | 望女                   |                            |
| 2005年 | 三立台灣台 | 《戲說台灣》《鐵甲元帥》                           | 樊梨花                 |                            |
| 2005年 | 三立台灣台 | 《戲說台灣》《催命香》                             | 吳明華                 |                            |
| 2005年 | 大愛       | 《阿桃》                                           | 麗霞                   |                            |
| 2006年 | 三立台灣台 | 《戲說台灣》《真假仙》                             | 何仙姑                 |                            |
| 2006年 | 三立台灣台 | 《戲說台灣》千集大戲《櫻花戀》系列                 | 一真道人、陽子、雪子   |                            |
| 2007年 | 三立台灣台 | 《戲說台灣》《傀儡告陰狀》                         | 林麗華                 |                            |
| 2007年 | 大愛       | 《歡喜有緣-後山土地公》                            | 初妹                   |                            |
| 2007年 | 大愛       | 《回甘人生味》                                     | 鄭美淑                 |                            |
| 2007年 | 大愛       | 《幸福時光》                                       |                        |                            |
| 2008年 | 大愛       | 《情緣路》                                         | 廖阿貴                 |                            |
| 2008年 | 台視       | 《懷玉傳奇 千金媽祖》單元：苗家寨                  | 白秀玉（烏日）         |                            |
| 2008年 | 三立台灣台 | 《戲說台灣》《陳靖姑渡血劫》                       | 順天聖母               |                            |
| 2008年 | 三立台灣台 | 《戲說台灣》《石母乳傳奇》                         | 李金嬋                 |                            |
| 2008年 | 大愛       | 《走過好味道》                                     | 朱美娟                 |                            |
| 2008年 | 三立台灣台 | 《戲說台灣》《麥寮還魂奇譚》                       | 林罔市（朱秀華）       |                            |
| 2009年 | 大愛       | 《幸福一牛車》                                     | 張鳳珠                 |                            |
| 2009年 | 大愛       | 《有愛不孤單》                                     | 左菊金                 |                            |
| 2009年 | 大愛       | 《醫世情》                                         | 黃阿友                 |                            |
| 2010年 | 三立都會台 | 《鍾無艷》                                         | 婉如                   | 客串 第1,3,12,14集         |
| 2010年 | 三立台灣台 | 《戲說台灣》《蛇女窩鏡窗》                         | 金花                   |                            |
| 2010年 | 大愛       | 《路邊董事長》                                     | 陳麗娥                 |                            |
| 2011年 | 大愛       | 《讓愛飛翔》                                       | 廖春美                 |                            |
| 2011年 | 大愛       | 《幸福的滋味》                                     | 蘇碧玉                 |                            |
| 2011年 | 大愛       | 《愛的界線》                                       | 林來春                 |                            |
| 2011年 | 大愛       | 《茶是顧香濃》                                     | 陳顧                   |                            |
| 2012年 | 三立都會台 | 《真愛找麻煩》                                     | 蔡念潔                 | 客串 第36,38~40,68集       |
| 2012年 | 三立都會台 | 《戲說台灣》《緣投貴遊地府》                       | 林春花                 |                            |
| 2012年 | 大愛       | 《慈悲的滋味》                                     | 黃玉嬌                 |                            |
| 2012年 | 三立台灣台 | 《戲說台灣》《天官武財神》                         | 賴阿照                 |                            |
| 2013年 | 大愛       | 《愛在陽光下》                                     | 蔡碧清                 |                            |
| 2013年 | 三立台灣台 | 《孤戀花》                                         | 許麗雲                 |                            |
| 2013年 | 三立台灣台 | 《天下女人心》                                     | Amy 陳                 | 第230集登場                |
| 2014年 | 大愛       | 《指尖的溫暖》                                     | 陳鶯鶯師姐             |                            |
| 2014年 | 三立台灣台 | 《世間情》                                         | 林管家                 | 第287集登場                |
| 2015年 | 大愛       | 《南國小太陽》                                     | 彙怡師姊               |                            |
| 2015年 | 三立台灣台 | 《戲說台灣》《帝爺公助鳳還巢》                     | 林仙桃                 |                            |
| 2015年 | 三立台灣台 | 《戲說台灣》《小琉球掠妖記》                       | 黃珍珠                 |                            |
| 2016年 | 三立台灣台 | 《戲說台灣》《歪頭白元帥》                         | 黄秀枝                 |                            |
| 2016年 | 公視       | 《今晚，你想點什麼？》                             | 阿佩                   |                            |
| 2016年 | 東森綜合台 | 《如朕親臨》                                       | 周秀琴（王媽）         |                            |
| 2016年 | TVBS歡樂台 | 《在一起，就好》                                   | 沈媽媽                 |                            |
| 2017年 | 台視       | 《牡丹花開》                                       | 林來好、楊雅琴         |                            |
| 2018年 | 大愛       | 《黃金大天團》                                     | 彩霓                   |                            |
| 2018年 | 三立台灣台 | 《戲說台灣》《威靈公救子》                         | 古夫人                 |                            |
| 2020年 | 三立台灣台 | 《戲說台灣》《鬼姑婆點尪婿》                       | 廖仙姑                 |                            |
| 2021年 | 三立台灣台 | 《戲說台灣》《臥龍地連環計》                       | 曹夫人                 |                            |
| 2021年 | 三立台灣台 | 《戲說台灣》《花公花婆亂陰陽》                     | 註生娘娘               | 友情客串                   |
| 2021年 | 大愛       | 《觀音對我笑》                                     | 養母                   |                            |
| 2021年 | 三立台灣台 | 《戲說台灣》《海豐港情劫》                         | 林麗珠                 |                            |
| 2022年 | 民視       | 《黃金歲月》                                       | 阿鳳                   |                            |
| 2022年 | 民視       | 《市井豪門》                                       | 羅雅琪                 |                            |
| 2023年 | 三立台灣台 | 《戲說台灣》《女鬼觀音見習生》                     | 阿卿嫂                 |                            |
| 2023年 | 三立台灣台 | 《戲說台灣》《慈母雷公咒》                         | 吳麗華                 |                            |
| 2024年 | 民視       | 《愛的榮耀》                                       | 吳信秋                 |                            |

### 廣播劇

#### 大愛廣播劇場[3]
| 年份   | 劇名                   | 飾演                               |
| ------ | ---------------------- | ---------------------------------- |
| 2013年 | 《苦桃的滋味》         | 高出                               |
| 2013年 | 《愛在心故鄉》         |                                    |
| 2013年 | 《爸爸的願望》         | 惠敏媽媽                           |
| 2013年 | 《我的小太陽》         | 董慧慧                             |
| 2014年 | 《陪我看星星》         | 曲素岷                             |
| 2014年 | 《等待陽光》           | 路人、麵店老闆娘、如雪導師、毛素秋 |
| 2014年 | 《回家》               | 阿蘭、董太太                       |
| 2015年 | 《尤老師的幸福聯絡簿》 | 林美英                             |
| 2016年 | 《林家永平》           | 林母                               |
| 2016年 | 《人間友愛》           | 阿絨                               |

## 獎項紀錄
| 年份   | 頒獎典禮         | 獎項           | 電影       | 結果 |
| ------ | ---------------- | -------------- | ---------- | ---- |
| 1980年 | 第17屆金馬獎     | 最佳劇情片童星 | 《鄉野人》 | 獲獎 |
| 1981年 | 第18屆巴拿馬影展 | 最佳特別童星獎 | 《鄉野人》 | 獲獎 |

## 外部連結
- 林小樓在互联网电影资料库（IMDb）上的資料（英文）
- 林小樓在香港影庫上的簡介
- 林小樓在豆瓣上的资料（简体中文）